# Alar Karis
Alar Karis (* 26. března 1958 Tartu) je estonský prezident. Původní profesí je molekulární genetik a vývojový biolog. Vystudoval veterinární fakultu Estonské zemědělské univerzity (Eesti Maaülikool) v Tartu, od roku 1999 zde byl profesorem a v letech 2003–2007 rektorem. Mezi lety 2007–2012 byl pak rektorem Tartuské univerzity a od roku 2018 ředitelem Estonského národního muzea. V roce 2021 byl zvolen estonským prezidentem. V roce 1977 se oženil s historičkou Sirje Jädal (* 1956), s níž má dva syny a dceru.